# Etmopterus pseudosqualiolus
Etmopterus pseudosqualiolus is een vissensoort uit de familie van de Etmopteridae (Etmopteridae). De wetenschappelijke naam van de soort is voor het eerst geldig gepubliceerd in 2002 door Last, Burgess & Séret.